# SUPERMARKET (アルバム)
『SUPERMARKET』（スーパーマーケット）は、藤原さくらのメジャー3作目（通算4作目）のオリジナル・アルバム。2020年10月21日にSPEEDSTAR RECORDSより発売された。

## 概要
2017年に発売された『PLAY』以来約3年半ぶりとなるメジャー3作目のオリジナル・アルバム。
配信限定で先行リリースされたシングル4曲を含む全13曲を収録。
アルバムの参加アレンジャーおよびプロデューサーは、冨田恵一（冨田ラボ）、Ovall、関口シンゴ（Ovall）、mabanua（Ovall）、YAGI & RYOTA（SPECIAL OTHERS）、Yasei Collectiveと別所和洋、澤部渡（スカート）、VaVa。レコーディングに参加したミュージシャンは、2019年の「Twilight Tour 2019」のバンドメンバーである須田洋次郎（ミツメ）、渡辺将人（COMEBACK MY DAUGHTERS）、猪爪東風（ayU tokiO）のほか、Michael Kaneko、秋田ゴールドマン（SOIL&"PIMP"SESSIONS）、H ZETT M（H ZETTRIO）、高桑圭（Curly Giraffe）、小林創、手島大輔（BimBomBam楽団）、大内満春（Gentle Forest Jazz Band）、佐瀬悠輔（Gentle Forest Jazz Band）、佐久間裕太、岩崎なおみ、佐藤優介、シマダボーイ、Meg、Hanah Spring、沖メイ。またMichael Kanekoは英語詞の監修で参加。
ジャケットの写真は写真家・小見山峻が、ジャケットデザインはアートディレクター・藤田二郎が担当した。
「完全生産限定盤 SUPER Type」、「完全生産限定盤 MARKET Type」、「通常盤」、「12inchアナログLP」の4形態で発売された。「完全生産限定盤 SUPER Type」には11月21日に配信限定で開催予定のリリースパーティの視聴チケット、「完全生産限定盤 SUPER Type」と「完全生産限定盤 MARKET Type」には共通特典としてブックレットが付属している。ブックレット『楽しいことへ向かっていくために』には、小見山峻による撮り下ろしのフォトグラフに加え、音楽ライター・黒田隆憲と共に、一緒にレコーディングを行ったミュージシャンそれぞれと藤原さくらの3万字を超えるロング・インタビューが全48ページのボリュームでまとめられている。

## 制作背景
『SUPERMARKET』は、フル・アルバムとしては2017年の『PLAY』以来3年5か月ぶりの作品。
アルバムタイトルは、アルバムの企画段階から「MARKET」という語感を気に入っていて、その後「“SUPER”という単語も良いかも」という話に発展したことから付けられた。「様々な国の音楽のエッセンスが織り込まれていて、自分の好きなテイストをてんこ盛りにして作ったから、専門店と言うよりもなんでも売っているお店」という意味合いも持たせている。
藤原は『SUPERMARKET』の概要を、「今までとは毛色がかなり違う……自由度が高いし自分の趣味に走りまくっているし……以前だったら『ここまで振り切ってしまって大丈夫かな?』と思っていたところまで、今回は挑戦しています。……全体的にかなり攻めた内容」と述べており、「やりたいことを全開放しながら作ったアルバム」と表現している。
アルバムの制作は2019年の夏頃に着手された。まず藤原が関口シンゴ (Ovall) と共にスタジオに入り、 自らDAWを用いてデモ音源を作ることから始められた。関口から、アレンジの詰め方など、DAWを使用した楽曲制作の基本的なノウハウの教えを受けた。当時はアルバムや新曲リリースの具体的な予定は立てず、デモテープをブラッシュアップすることが目的のスタジオ・ワークだった。
『SUPERMARKET』の特徴は、作詞作曲だけではなく、数曲セルフ・アレンジで作った曲があるように、藤原本人がアレンジや音作りに積極的に関与するようになったことである。今作では、好きなジャンルではあったもののそれまで自身の音楽には取り入れてこなかったファンク、インディ・ロック、ヒップホップ、Lo-Fi HIPHOP、ジプシー・ジャズなどの音楽的要素を取り入れている。

## 収録曲

### CD
| 全作曲: 藤原さくら。 |                     |                           |            |                                           |      |
| #                    | タイトル            | 作詞                      | 作曲・編曲 | 編曲                                      | 時間 |
| 1.                   | 「Super good」      | 藤原さくら Michael Kaneko | 藤原さくら | Ovall                                     | 3:31 |
| 2.                   | 「Ami」             | 藤原さくら                | 藤原さくら | 藤原さくら                                | 4:32 |
| 3.                   | 「Waver」           | 藤原さくら                | 藤原さくら | 関口シンゴ                                | 3:27 |
| 4.                   | 「生活」            | 藤原さくら                | 藤原さくら | VaVa                                      | 3:45 |
| 5.                   | 「コンクール」      | 藤原さくら                | 藤原さくら | 冨田恵一                                  | 3:46 |
| 6.                   | 「marionette」      | 藤原さくら                | 藤原さくら | 藤原さくら                                | 3:23 |
| 7.                   | 「Right and light」 | 藤原さくら Michael Kaneko | 藤原さくら | mabanua                                   | 4:26 |
| 8.                   | 「Monster」         | 藤原さくら Michael Kaneko | 藤原さくら | 冨田恵一                                  | 3:14 |
| 9.                   | 「spell on me」     | 藤原さくら Michael Kaneko | 藤原さくら | 藤原さくら                                | 2:50 |
| 10.                  | 「ゆめのなか」      | 藤原さくら                | 藤原さくら | 澤部渡                                    | 4:07 |
| 11.                  | 「BPM」             | 藤原さくら                | 藤原さくら | YAGI & RYOTA (SPECIAL OTHERS)             | 4:05 |
| 12.                  | 「Twilight」        | 藤原さくら                | 藤原さくら | - 藤原さくら - 沖メイ（コーラスアレンジ） | 2:55 |
| 13.                  | 「楽園」            | 藤原さくら                | 藤原さくら | 藤原さくら                                | 1:34 |
| 合計時間:            | 合計時間:           | 合計時間:                 | 合計時間:  | 45:35                                     |      |

### LPレコード
| 1. Super good 2. Ami 3. Waver 4. 生活 5. コンクール 6. marionette | 1. Right and light 2. Monster 3. spell on me 4. ゆめのなか 5. BPM 6. Twilight 7. 楽園 |

### 曲の解説
配信限定で先行リリースされた楽曲の詳細については、各項目を参照。
1. Super good
先行配信されたアルバムのリード曲。英語詞。ジャックスのCM「ジャックスでEnjoy!」篇のために書き下ろした曲[11]。CMに出演しているテニスの錦織圭選手が楽しそうに買い物をしている映像を見ながら、曲の制作が進められた[12]。「底抜けに明るい雰囲気の曲[12]」を作ったと述べている。アレンジ、レコーディングにはOvallを迎え入れ、ギター・カッティングが印象的なポップなファンクチューン。
2. Ami
配信限定シングルおよび7インチシングル『Twilight/Ami』のB面曲。
3. Waver
配信限定シングル。
4. 生活
VaVaプロデュース曲。VaVaが手がけたチル・ヒップホップ的なトラックの上に、ラップ調のフロウで歌われている曲。藤原さくらが初めて日本語ラップに挑戦した曲。
5. コンクール
冨田恵一プロデュース曲。クラシカルな楽器と現代的なスクラッチ音が入った曲。
6. marionette
セルフ・アレンジ。極限まで音数を削ぎ落したアレンジ[10]。アルバムの最後にレコーディングされた。
7. Right and light
mabanua (Ovall)プロデュース曲。英語詞。
8. Monster
配信限定シングル。
9. spell on me
セルフ・アレンジ。英語詞。ジプシー・ジャズ的なサウンドと楽器構成を取り入れた曲。
10. ゆめのなか
澤部渡（スカート）プロデュース曲。
11. BPM
YAGI & RYOTA (SPECIAL OTHERS)プロデュース曲。
12. Twilight
配信限定シングルおよび7インチシングル『Twilight/Ami』のA面曲。
13. 楽園
セルフ・アレンジ。アコースティック・ギターと歌というシンプルな弾き語りの曲。

## 参加ミュージシャン
Super good
- 藤原さくら : Vocal & Chorus
- mabanua (Ovall) : Drums
- Shingo Suzuki (Ovall) : Eletric Bass
- 関口シンゴ (Ovall) : Guitar & All Other Instruments

Ami
- 藤原さくら : Vocal, Eletric Guitar, Chorus
- 須田洋次郎 (ミツメ) : Drums
- 渡辺将人 (COMEBACK MY DAUGHTERS) : Eletric Bass
- 猪爪東風 (ayU tokiO) : Eletric Guitar

Waver
- 藤原さくら : Vocal, Chorus
- 関口シンゴ (Ovall) : Guitar & All Other Instruments

生活
- 藤原さくら : Vocal & Chorus
- VaVa : All instruments

コンクール
- 藤原さくら : Vocal
- 冨田恵一 : All Instruments & Treatments

marionette
- 藤原さくら : Vocal, Chorus
- 松下マサナオ (Yasei collective) : Drums
- 高桑圭 (Curly Giraffe) : Electric Bass
- 小林創 : Piano

Right and light
- 藤原さくら : Vocal, Chorus
- mabanua (Ovall) : Drums & All Other Instruments

Monster
- 藤原さくら : Vocal, Chorus, Handclaps
- Meg, Hanah Spring : Chorus
- Michael Kaneko : handclaps
- 冨田恵一 : All Instruments & Treatments

spell on me
- 藤原さくら : Vocal, Chorus
- 松下マサナオ (Yasei collective) : Drums
- 中西道彦 (Yasei Collective) : Bass
- 斎藤拓郎 (Yasei Collective) : Electric Guitar
- 別所和洋 : Piano
- 手島大輔 (BimBomBam楽団) : Acoustic Guitar
- 大内満春 (GENTLE FOREST JAZZBAND) : Clarinet, Flute
- 佐瀬悠輔 (GENTLE FOREST JAZZBAND) : Accordion
- Michael Kaneko : Chorus

ゆめのなか
- 藤原さくら : Vocal, Acoustic Guitar
- 佐久間裕太 : Drums
- 岩崎なおみ : Electric Bass
- 澤部渡 (スカート) : Electric Guitar
- 佐藤優介 : Piano
- シマダボーイ : Percussion

BPM
- 藤原さくら : Vocal, Acoustic Guitar, Chorus
- 宮原“TOYIN”良太 (SPECIAL OTHERS) : Drums
- 秋田ゴールドマン(SOIL&"PIMP"SESSIONS) : Contrabass
- 柳下 "DAYO" 武史 (SPECIAL OTHERS) : Electric Guitar
- H ZETT M (H ZETTRIO) : Piano

Twilight
- 藤原さくら : Vocal, Chorus
- 松下マサナオ (Yasei collective) : Drums
- 中西道彦 (Yasei Collective) : Electric Bass
- 斎藤拓郎 (Yasei Collective) : Electric Guitar
- 別所和洋 : Piano, Organ, Keyboard
- 大内満春 (GENTLE FOREST JAZZBAND) : Tenor Saxophone
- 佐瀬悠輔 (GENTLE FOREST JAZZBAND) : Trumpet

楽園
- 藤原さくら : Vocal, Acoustic Guitar